# Sahil Babayev
Sahil Babayev (en azerí: Sahil Rafiq oğlu Babayev) es el ministro de Trabajo y Protección Social de la Población de la República de Azerbaiyán (desde abril de 2018).

## Biografía
Sahil Babayev nació en el año 1980 en Bakú. 
En 2000 graduó la facultad del derecho internacional y las relaciones extranjeras de la Universidad Estatal de Bakú y obtuvo el grado de licenciatura. En 2002 también obtuvo la maestría.
Desde 1999 y hasta 2006 trabajó como especialista principal y jefe del departamento de la Gestión de las investiciones extranjeras de SOCAR. 

### Carrera
En 2006 fue nombrado el auxiliar del vicepresidente de la Asamblea Nacional. En 2009 él fue nombrado el jefe del departamento de la coordinación de las investiciones extranjeras del Ministerio del desarrollo económico. 
Desde 2011 Sahil Babayev trabajó como el jefe del departamento de la cooperación con las organizaciones internacionales, y en el marzo de 2014 el Presidente de la República de Azerbaiyán firmó una decreto sobre el nombramiento de Sahil Babeyev el viceministo de la economía e industria.
Hasta el mayo de 2018 fue el miembro de la Junta de Supervisión del Banco Internacional de Azerbaiyán. 
El 21 de abril de 2018 según la declaración del Presidente Sahil Babayev fue nombrado el Ministro de Trabajo y Protección Social de la Población de la República de Azerbaiyán.
Sahil Babayev es el miembro del partido "Nuevo Azerbaiyán" desde 1995. 